# Heinrich Kleyer

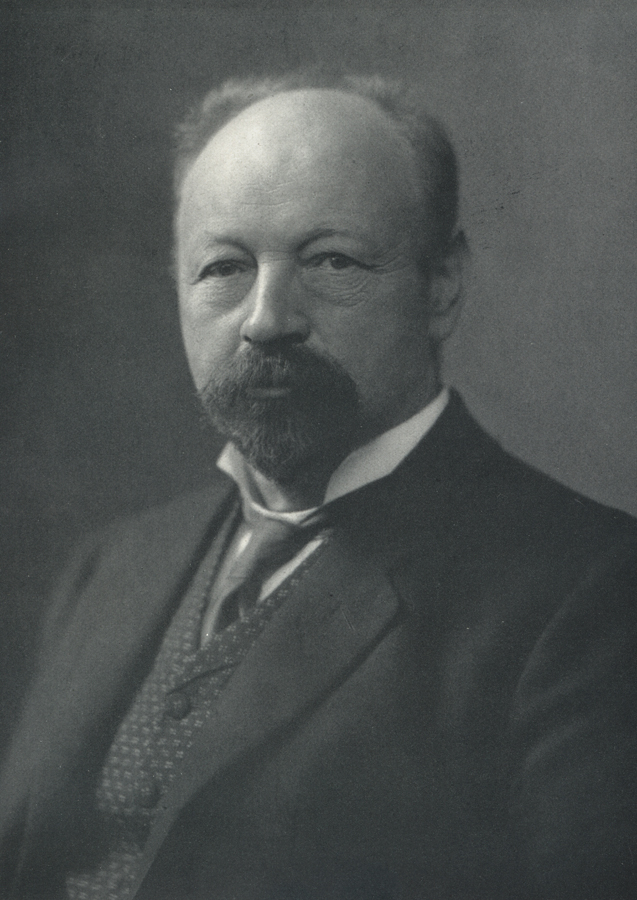
Heinrich Kleyer anno 1912

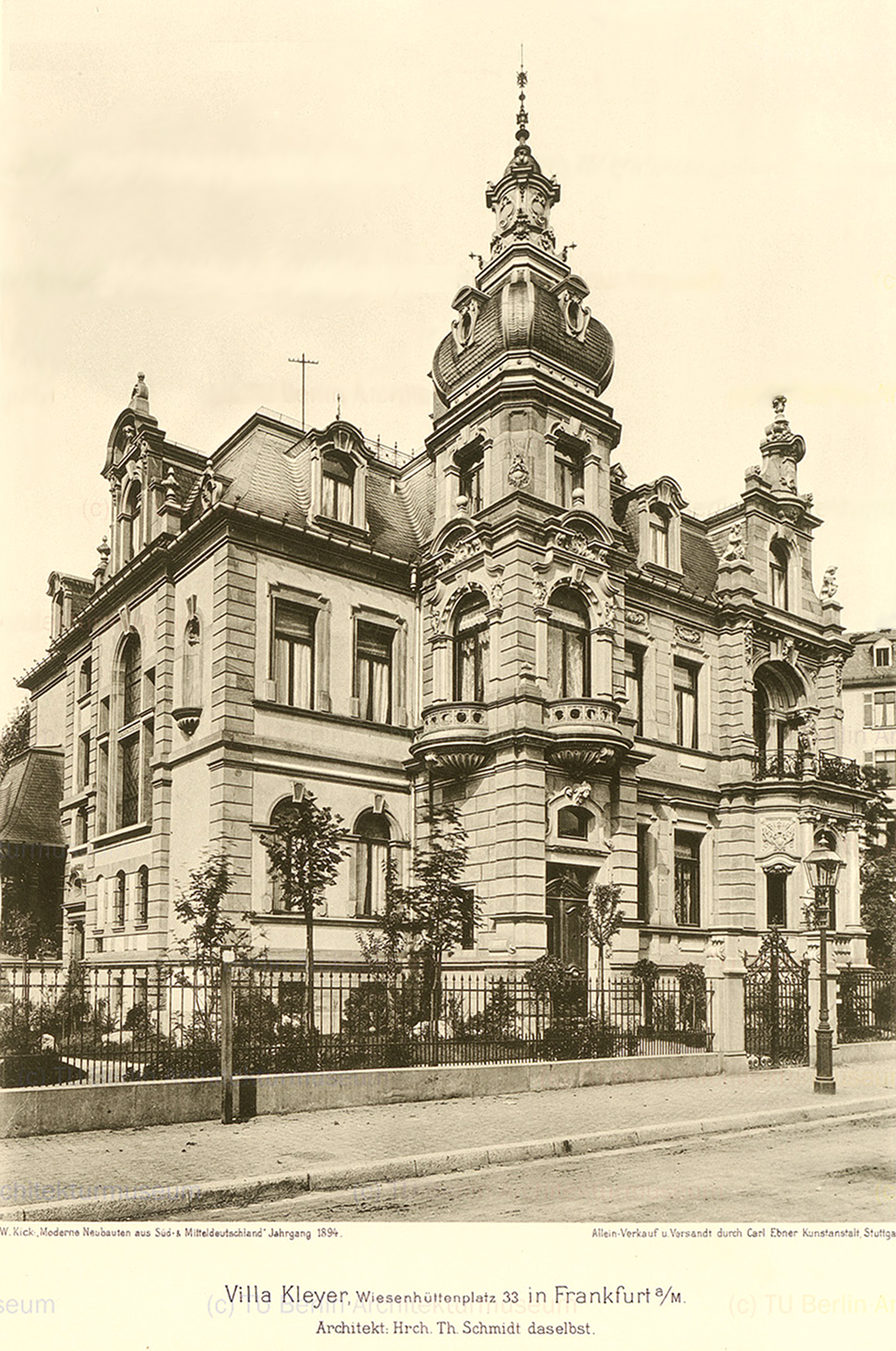
Wohnhaus von Heinrich Kleyer im Frankfurter Bahnhofsviertel

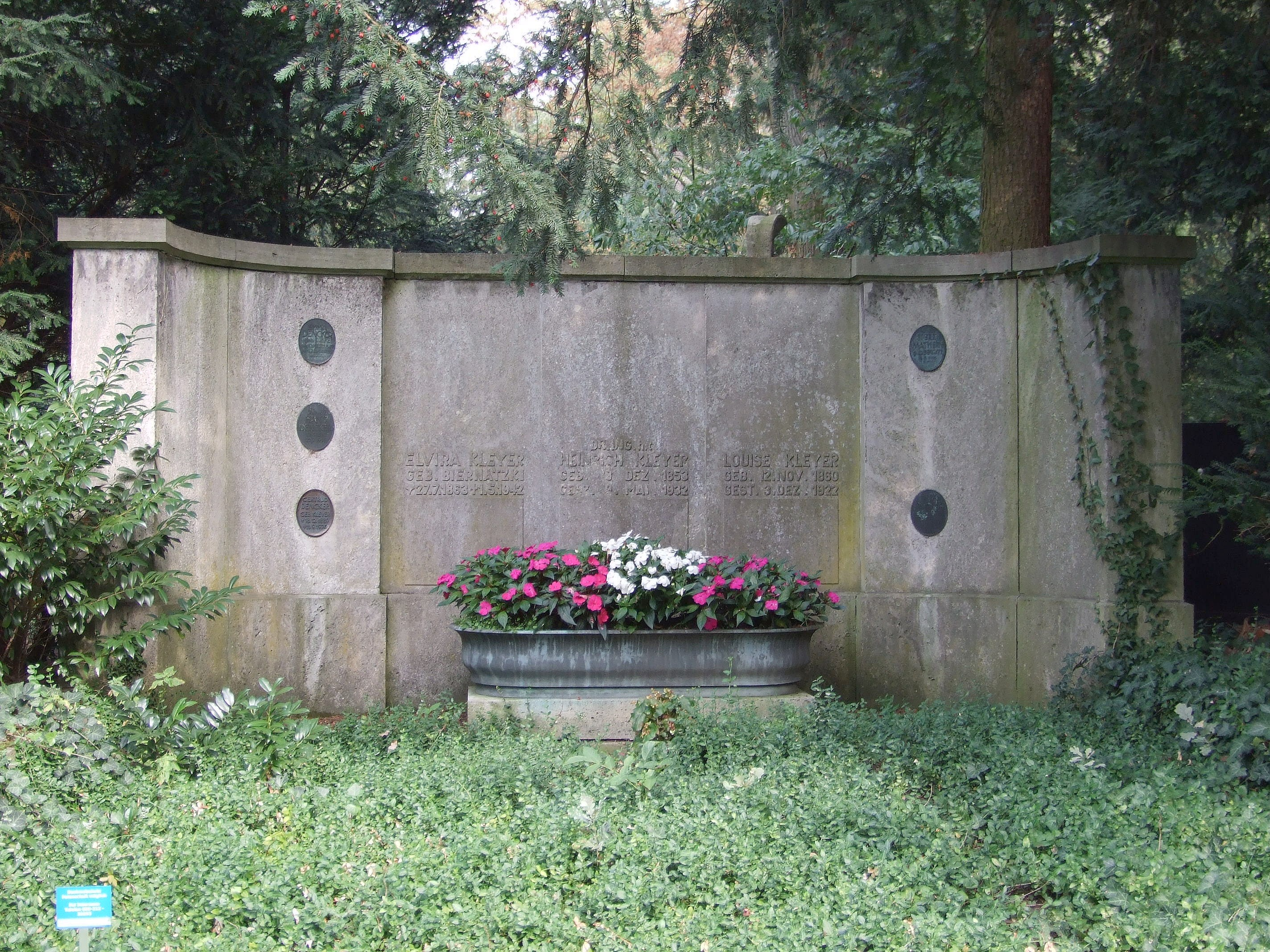
Kleyer Familiengrab, auf dem Hauptfriedhof in Frankfurt am Main.

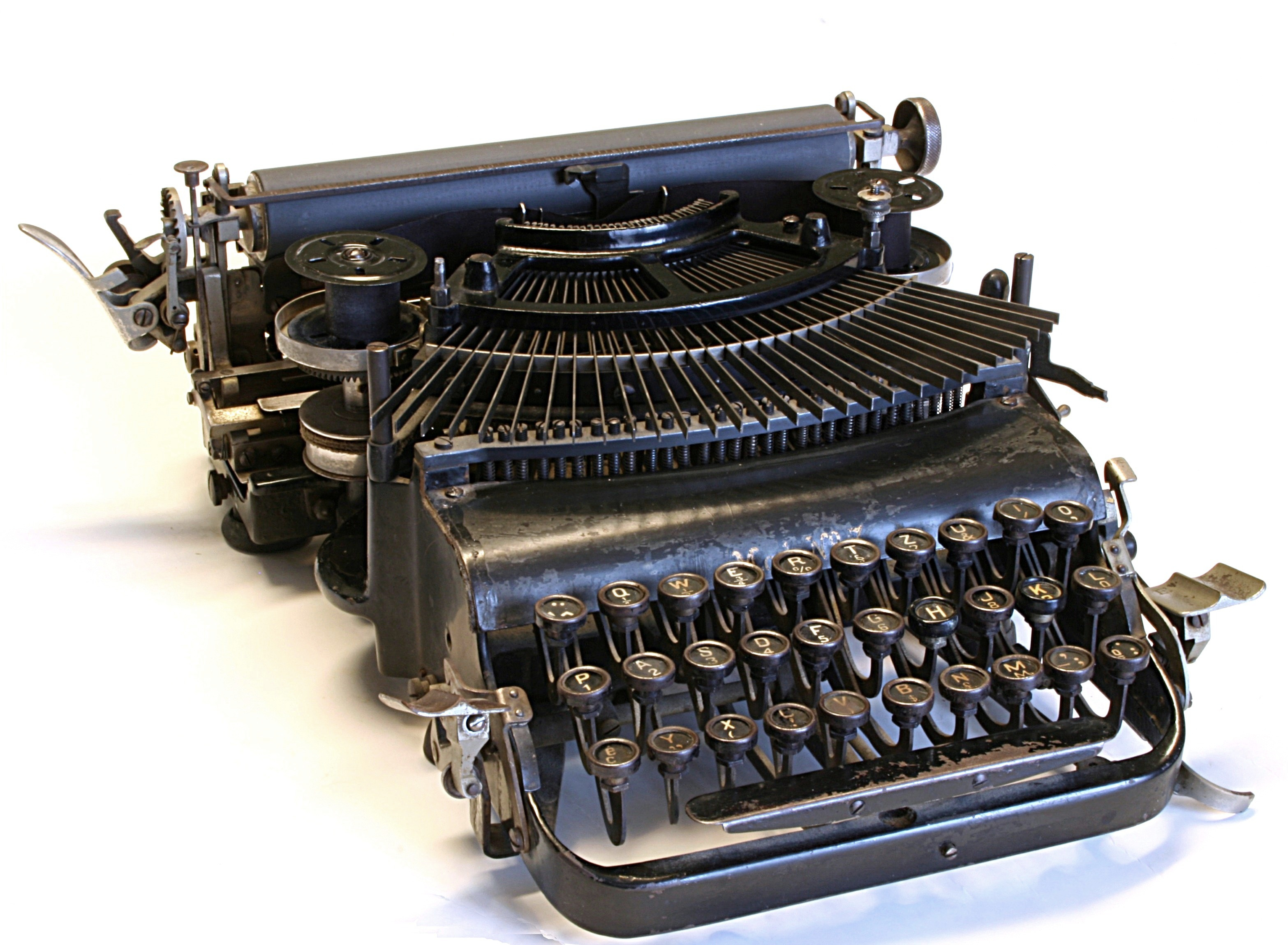
Adler Mod. No. 7

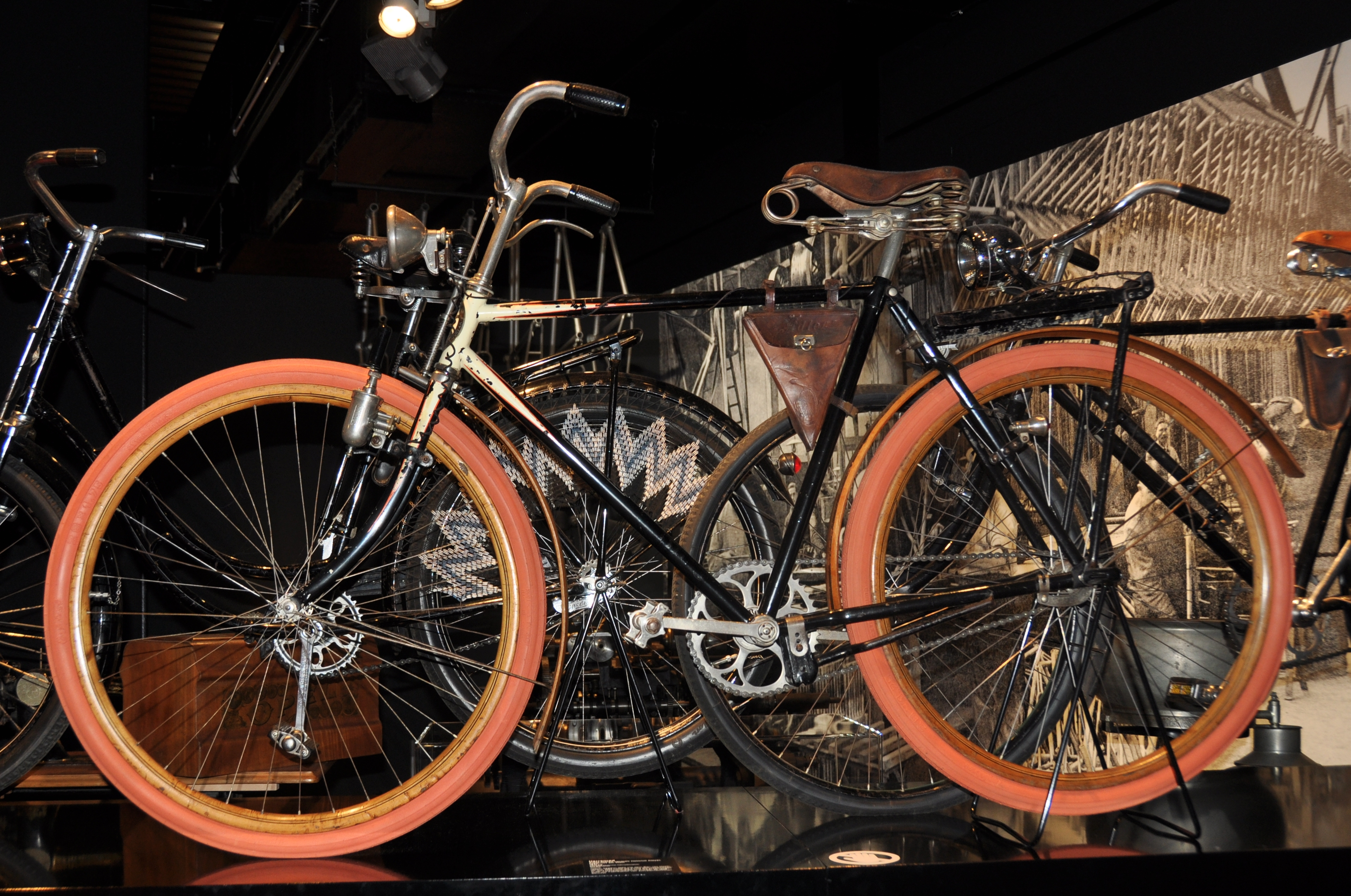
Adler-Herrenrad von 1927

Heinrich Ludwig Kleyer (* 13. Dezember 1853 in Darmstadt; † 9. Mai 1932 in Frankfurt am Main) war ein deutscher Maschinenbau-Ingenieur und Unternehmer.

## Werdegang
Heinrich Kleyer wurde als fünftes Kind des Mechanikers Wilhelm Kleyer (1822–1879) und dessen Ehefrau Sophie geb. Hohn (1823–1869) in Darmstadt geboren. Er wuchs in Darmstadt auf und studierte an der Technischen Hochschule Darmstadt. Hier schloss er sich dem Corps Rhenania an. 1875 ging er nach Hamburg, um in dem Maschinen-Importhaus Biernatzki & Co. zu arbeiten, bevor er nach rund einjährigem Aufenthalt in den USA am 1. März 1880 eine Maschinen- und Fahrradhandlung gründete, aus der 1885/86 die erste deutsche Fahrradfabrik entstand, die Heinrich Kleyer GmbH. Kleyers Begeisterung für das Fahrrad wurde beim Besuch eines Hochradrennens in den USA geweckt. In Deutschland fuhr er selbst erfolgreich Radrennen und baute in Frankfurt ein Velodrom sowie eine Schul- und Schauradfahrbahn. 1881 gründete er den Frankfurter Bicycle Club.
Im Jahr 1886 brachte Kleyer unter dem Markennamen Adler sein erstes Fahrrad auf den Markt – ein Niederrad im Gegensatz zu den damals noch gebräuchlichen Hochrädern. Als Erster in Deutschland stattete Kleyer Fahrräder mit Luftreifen aus und war 1893 Mitbegründer der in Hanau ansässigen Dunlop Pneumatic Tyre Comp. GmbH. Ab 1898 beschäftigte er sich mit der Entwicklung von Motorrädern und Automobilen; die Herstellung von Autos begann 1900.
Außerdem hatte Heinrich Kleyer sehr früh die wirtschaftliche Bedeutung der Schreibmaschine für das sich industriell entwickelnde Deutschland erkannt. Bereits in den Jahren 1898 bis 1900 produzierten die Adler Fahrradwerke vorm. Heinrich Kleyer die erste Schreibmaschine auf der Grundlage der kanadischen Empire von Wellington Parker Kidder (einer Stoßstangenmaschine), die jedoch innerhalb kurzer Zeit qualitativ verbessert wurde und später als Adler Mod. No. 7 großen Absatz fand.
Um 1895 wurde das Unternehmen in eine Aktiengesellschaft unter der Firma Adlerwerke vorm. Heinrich Kleyer AG umgewandelt.
Heinrich Kleyer war seit 1882 mit Elvira geb. Biernatzki (1863–1942) verheiratet. Aus der Ehe gingen drei Söhne und fünf Töchter hervor. Sein Sohn Erwin Kleyer (1888–1975) folgte ihm im Vorstand der Adlerwerke nach, außerdem trat er als Rennfahrer und Kunstmäzen hervor. Er war mit Bertel Kleyer verheiratet, die Kinderbücher entwarf. Heinrich Kleyer starb 1932 in Frankfurt am Main. Seine Grabstätte befindet sich auf dem Frankfurter Hauptfriedhof.
Kleyer ist ein Vetter des Frankfurter Unternehmers und Wehrwirtschaftsführers Alfred Teves, der ab 1898 bei den Adlerwerken beschäftigt war.
Nach dem Zweiten Weltkrieg führten Erwin Kleyer und Willy Hof von den Adlerwerken Verhandlungen mit der US-amerikanischen Besatzungsmacht zur Errichtung des Hochhausdreiecks am Baseler Platz auf ehemaligem Werksgelände.

## Ehrungen
1911 wurde Heinrich Kleyer von der Technischen Hochschule Darmstadt die Ehrendoktorwürde verliehen.
1967 wurde in Frankfurt am Main die Heinrich-Kleyer-Schule eröffnet, ein Berufliches Gymnasium und eine Berufsschule für Maschinenbau, Metallbau, Feinwerktechnik, Kraftfahrzeugwesen, Augenoptik und Bahnbetrieb. In Darmstadt ist die Kleyerstraße nach ihm benannt. Seit 2014 entsteht im Gallusviertel in Frankfurt das Kleyerquartier.

## Schriften
- Die Geschichte des Fahrrades. Verlag der Rad-Welt, Berlin 1917.[4]